# 高慢と偏見 (テレビドラマ)
『高慢と偏見』（こうまんとへんけん、英語: Pride and Prejudice）は、1995年・イギリス制作のテレビドラマである。ジェーン・オースティンの小説『高慢と偏見』を原作とし、アンドルー・デイヴィスが脚本を担当した。エリザベス・ベネットをジェニファー・イーリー、フィッツウィリアム・ダーシーをコリン・ファースがそれぞれ演じた。
制作はスー・バートウィッスル、監督はサイモン・ラングトンが担当した。放送は各話とも55分間で全6回構成。ネット局はBBCとアメリカのA&E Network。初回放送はBBC Oneより1995年9月24日から10月29日にかけて放送され、The A&E Networkでは1996年1月14日から2話ずつ3夜連続で放送された。

## あらすじ
基本的なあらすじについては原作小説の『高慢と偏見』を参照。

## キャスト
- ミスター・ダーシー - コリン・ファース
- エリザベス・ベネット - ジェニファー・イーリー
- ミスター・ベネット - ベンジャミン・ホウィットロー（英語版）
- ミセス・ベネット - アリソン・ステッドマン（英語版）
- ジェーン・ベネット - スザンナ・ハーカー（英語版）
- メアリー・ベネット - ルーシー・ブライアーズ（英語版）
- キティ・ベネット - ポリー・メイバリー（英語版）
- リディア・ベネット - ジュリア・サワラ（英語版）
- ミスター・コリンズ - デイヴィッド・バンバー（英語版）
- シャーロット・ルーカス（のちのミセス・コリンズ） - ルーシー・スコット（英語版）
- ミスター・ビングリー - クリスピン・ボナム＝カーター（英語版）
- ジョージ・ウィッカム - エイドリアン・ルーキス（英語版）
- レディ・キャサリン・ド・バーグ - バーバラ・リー＝ハント（英語版）
- ジョジアーナ・ダーシー - エミリア・フォックス

## 制作

### 構想
ジェーン・オースティンの小説『高慢と偏見』は過去に何度も映像化されており、BBCでも1938年、1952年、1958年、1967年、1980年に制作していた。1986年の秋にオースティンの『ノーサンガー・アビー』テレビ映画版 (Northanger Abbey (1986 film)) のプレビューを見たスー・バートウィッスルとアンドルー・デイヴィスは、お気に入りの小説であった『高慢と偏見』をテレビ用に翻案することで意見の一致を見た。デイヴィスはテレビの放送スケジュール上、当初の全5話の予定を全6話に変更した。バートウィッスルとデイヴィスは最初の3話分の台本を1986年末頃にITVに提出したが、結局1993年にBBCがアメリカのA&Eと共同で出資することになった。監督のサイモン・ラングトンと美術部門が1994年の1月から2月にかけてプリ・プロダクションに参加した。
バートウィッスルとデイヴィスは小説の格調と精神に忠実でありながら、「日曜のお茶の時間に放送される昔ながらのスタジオで撮られたBBCドラマ」ではなく「現実の人々によるフレッシュで生き生きした物語」を作りたいと考えていた。セックスと金銭を物語のテーマとして強調することで、デイヴィスはエリザベスのみならずダーシーにもスポットを当てた。キャラクターを生身の人間として描くため、デイヴィスはベネット家の娘たちが社交界に自分たちを売り込むためにドレスアップをするシーンなど、短い背景的な場面を挿入した。男性たちが趣味的な交際をする場面は、女性に焦点をあてたジェーン・オースティンの原作にはない部分である。最大の技術的問題は物語の後半にある長い手紙の翻案で、デイヴィスはボイスオーバーやフラッシュバックといった技法を用い、登場人物が独りで、あるいは互いに手紙を読む場面を挿入した。デイヴィスは現代の観客に分かりやすくするために出来事を明確にする会話も付け加えたが、小説の会話の大部分は手を加えられずに組み込まれた。

### 撮影

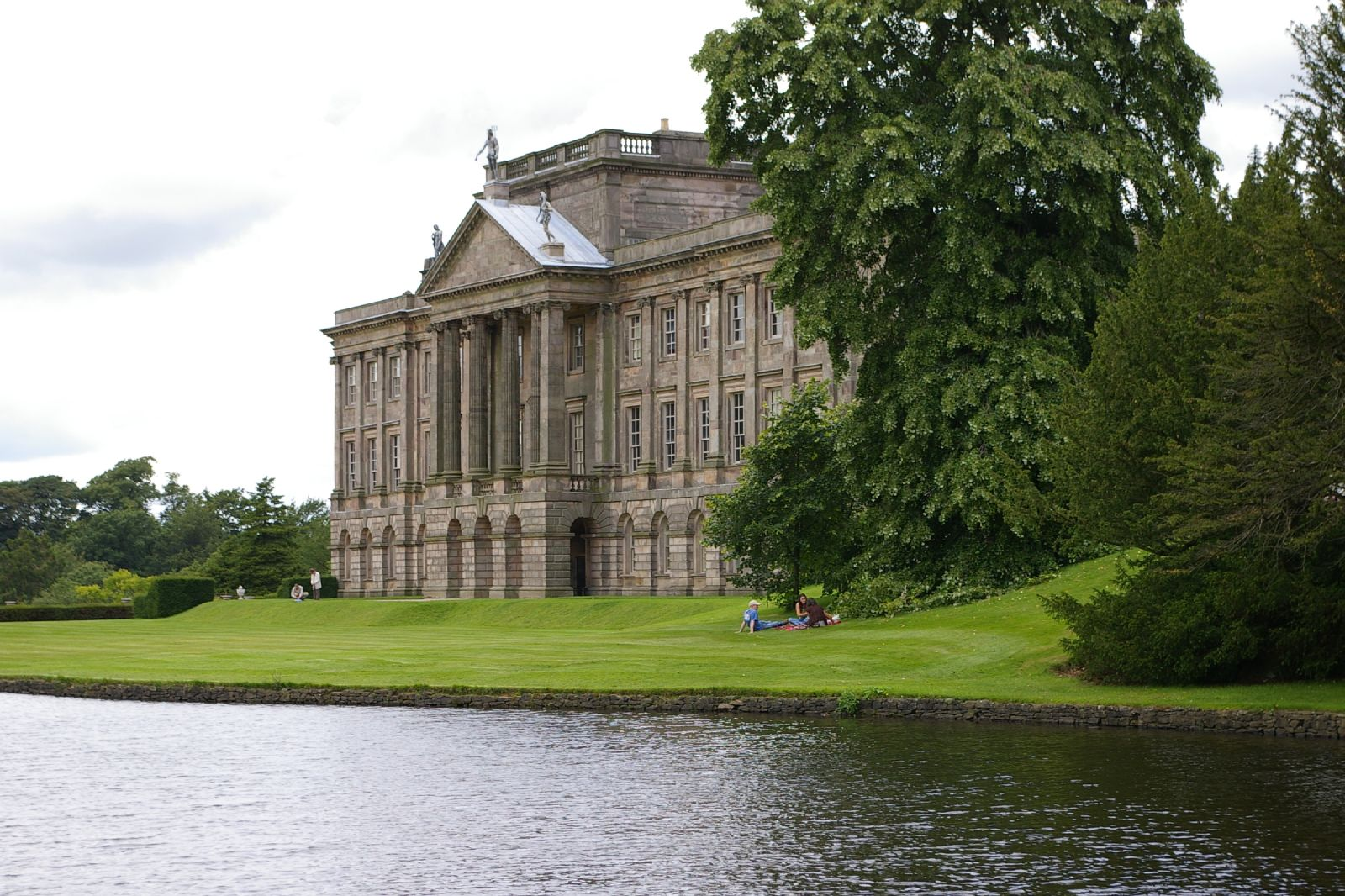
チェシャーのライム・パークはペンバリー（ダービーシャーにあるダーシーの屋敷）の外観として使われた。

総計24のロケ地は多くがナショナル・トラストから借り受けたもので、この地に都合8つのセットが設置された。登場人物間の富の格差を反映し、ロンボーンのロケ地にはベネット家の居心地の良さそうな家屋を造り上げたが、ダーシーの邸宅・ペンバリーは「もっとも美しい場所」に見せるため、より上品さと貴族の歴史を意識したものとなった。ウィルトシャー州の村、レイコックはプロデューサーが指定した最初のロケ地であり、メリトンの町に使われた。近くのラッキントンにあるラッキントン・コートはロンボーンの内観と外観に使われた。チェシャーのライム・ホールはダーシーの屋敷であるペンバリーのロケ地に選ばれたが、管理問題によって内観はダービーシャー・サドベリーにある、サドベリー・ホールで撮影することを余儀なくされた。
制作陣はリンカンシャー・グランサムにあるベルトン・ハウスがレディ・キャサリン・ド・バーグの屋敷であるロージングズに最適であることに気付いた。彼女の嫌味な性格を反映させるため、屋敷には「度を越した」装飾が求められていたが、ベルトン・ハウスはこれにぴったりだった。ラトランドのテイにあるオールド・レクトリーが、ミスター・コリンズの住む質素な館・ハンスフォード牧師館に選ばれた。ノーサンプトンシャーの南西にあるエッジコート・ハウス (Edgcote_House) はビングリーのネザフィールドの内観と外観として、ハートフォードシャーのウェリン・ガーデン・シティにあるブロケット・ホールはネザフィールドの舞踏室として使われた。 ロンドンの通りは、ウォリックシャー、ウォリックのロード・レスター・ホスピタルで撮影された。ウィカムがジョジアーナを駆け落ちに誘う地、ラムズゲートはサマセットにあるイングランドのビーチリゾートであるウェストン・スーパー・メアで撮影された。

## 評価

### 放送
1995年9月24日から10月29日にかけて、毎週日曜日の夜にBBC Oneで全6話が放送され、1000万から1100万の人々が視聴した。各話は毎週BBC Twoで再放送された。最終回は、イギリスで視聴率40%を記録し、その間に8ヶ国の放送局が放送権を買い取った。アメリカでは A&E Network で1996年1月14日から2話ずつ3夜連続で放送され、370万人が視聴した。

### 批評
このテレビドラマ版『高慢と偏見』への批評家の反応は非常に肯定的であった。当作品は小説に忠実である点が賞賛され、人間の成長において環境と教育は重要であるが、特権は必ずしも有利であるとは限らないということを強調した点が評価された。

### 受賞、ノミネート
1996年、『高慢と偏見』は英国映画テレビ芸術アカデミー賞テレビ部門 (BAFTA) の最優秀ドラマ番組部門、最優秀衣装デザイン部門、最優秀メイクアップ、ヘアスタイル部門にノミネートされた。ジェニファー・イーリーはBAFTAにおいて最優秀主演女優賞を受賞し、コリン・ファースとベンジャミン・ホウィットローは最優秀主演男優賞にノミネートされたが、"Cracker" のロビー・コルトレーンに敗れた。ファースは1996年にブロードキャスティング・プレス・ギルド賞で最優秀主演男優賞を勝ち取り、番組は最優秀ドラマシリーズ賞を取った。この番組はアメリカではエミー賞の衣装デザイン賞 ミニシリーズ/スペシャル番組部門で表彰され、また、同賞の振り付け賞、脚本賞、ミニシリーズ賞にもノミネートされた。『高慢と偏見』がその他受賞、ノミネートされたものの中には、ピーボディ賞、テレビ批評家協会賞、ゴールデン・サテライト賞のいずれも番組部門でノミネートされた。

## 影響
本シリーズはBBCとA&Eの番組の中で最も成功した作品と見なされている。このため、このシリーズは「多数の新聞記事を書かせ、原作小説を通勤のおともの定番にした文化現象」と呼ばれた。1995年の映画『待ち焦がれて』、1996年の映画『いつか晴れた日に』および『Emma エマ』と並んで、このテレビシリーズは熱狂的なジェーン・オースティン・ブームの一部であり、この動きのため、北アメリカのジェーン・オースティン協会のメンバーは1996年に50％増加し、1997年秋には4,000人を越えた。『ウォール・ストリート・ジャーナル』のような新聞は「オースティンマニア」をテレビや映画産業における商業的な動きとして説明したが、オースティンの人気を現実逃避的な傾向であるとしたものもいた。
ジェニファー・イーリーはこのシリーズの成功を利用せず、ストラットフォード・アポン・エイヴォンでロイヤル・シェイクスピア・カンパニーのプロダクションに参加した。ミスター・ダーシー役のせいでコリン・ファースは予期せずスターダムを駆け上がることとなった。ファースはセックスシンボルとして認識されることをそれほど気にかけなかったが、永遠に『高慢と偏見』と結びつけられたくはないという気持ちを表明しており、似たような役柄は受けたがらなくなった。ファースは多様な役柄を演じ、『イングリッシュ・ペイシェント』(1996)、『恋に落ちたシェイクスピア』(1998)、『ブリジット・ジョーンズの日記』(2001)、『真珠の耳飾りの少女』(2003)、『ラブ・アクチュアリー』(2003)、『ブリジット・ジョーンズの日記 きれそうなわたしの12か月』(2004)などに出演した。
テレビドラマ版『高慢と偏見』は年月がたった後も高い評価を受け続けた。2000年に映像業界関係者を対象に行われた英国映画協会による「英国テレビ番組ベスト100」の投票でこの番組は99位となり、英国映画協会はこれを「小説に忠実でありながら、世代を超えてアピールするフレッシュな要素を組み合わせている」ことによると評した。『ラジオタイムズ』が2003年に実施した「史上最高のテレビ番組40作」にもこの番組がランクインした。『エンターテインメント・ウィークリー』も、この作品を史上最高のミニシリーズ20作のうちに含めた。チェシャーのライム・ホールはペンバリーの外観として使用されたが、シリーズ放送後に旅行者が3倍に増え、21世紀に入っても観光地として人気を誇るようになった。

### 湖の場面
この翻案は第4エピソードの「湖の場面」と呼ばれる箇所で有名である。この場面では、服を着たままのダーシーがペンバリーの湖で泳いで水からあがった後、偶然エリザベスと遭遇する。多くの批評家はこの場面の魅力をファースのセックスアピールのたまものであると考えている。アンドルー・デイヴィスはこの場面により、そういう意識はなかったにもかかわらず「オースティンが今までの着ているものを脱ぐのではなく、新しい服装をまとって登場する」ことになってしまったと考えている。デイヴィスがこのオースティンの原作小説にはない場面を書いた時、エリザベスとダーシーの間の性的な緊張関係については考えておらず、「ダーシーがびしょ濡れでとても人前に出られないような服装ながらも尊厳を取り繕おうとするおもしろおかしい瞬間」を書くつもりであった。BBCはデイヴィスのダーシーを全裸にさせるという案に反対したが、プロデューサーはダーシーが下着のパンツ姿で出てくるという代替案は間が抜けて見えるとして却下した。この場面はファースにリネンのシャツ、ブリーチ、ブーツを着せて撮影された。ライム・パークではレプトスピラ症の感染リスクがあったため、空中の非常に短いショットのためにスタントマンが雇われた。下着姿の短い場面は西ロンドンのイーリング・スタジオの水タンクでファースを起用して別に撮影された。
『ガーディアン』はこの湖の場面を「英国テレビ史におけるもっとも忘れがたい場面」と呼んでいる。この場面はチャンネル4が1999年に放送した「テレビの瞬間トップ100」にも選ばれた。ファースが出演する他の作品でもこの場面に対する言及が見られるようになり、脚本家のリチャード・カーティスは楽屋落ちのジョークとして『ラブ・アクチュアリー』と『ブリジット・ジョーンズの日記 きれそうなわたしの12か月』でファースが演じる登場人物を水に落としている。2007年の映画『聖トリニアンズ女学院』では、ファース演じる人物はかつての恋人に会う前に濡れたシャツ姿で噴水から現れた。2008年のITVのテレビ番組『ジェイン・オースティンに恋して』では、現代のヒロインがこの瞬間をまねるためダーシーを言いくるめて湖の場面をまねさせようとするところを描いている。
シェリル・L・ニクソンはダーシーが水に飛び込む場面は「ダーシーの感情の広がりを明らかにするもの」であり、「自然とのロマンティックなつながり、自分自身になってすべてを『脱ぎ捨て』られる場所である故郷の家への称賛、みずからの心にある社会的偏見の洗浄…そしてエリザベスへの愛の再生」を示すものだと示唆している。リンダ・トルーストとセイア・グリーンフィールドはこの場面について「オースティンのダーシーについてよりは、ここ10年の間我々が抱いている肉体的完璧さへの執着とサービスカットのようなヌードを容認する傾向について多く語ってくれるものであるが、それでもこの映像はテクストに新しい一面を刻みつけた」と語っている。

### ブリジット・ジョーンズ
架空のジャーナリストであるブリジット・ジョーンズ（実際の作者はヘレン・フィールディング）は英国での初放送に際して、『インデペンデント』に掲載されていた『ブリジット・ジョーンズの日記』のコラムでこのシリーズへの愛着を書き記している。ジョーンズは「ダーシーがエリザベスといちゃこらしたいという単純な人間的必要」に言及し、このカップルを「ヤること、いやむしろ求愛の分野における選ばれし代表者」と見なしている。フィールディングは1996年のコラムの小説化の際、プロットを『高慢と偏見』にある程度そったものにしており、お堅い人物であるブリジットの恋の対象を「マーク・ダーシー」という名前にし、コリン・ファースそっくりの男性として描写した。1996年の『ぼくのプレミアライフ』の撮影中にフィールディングははじめてファースに会い、協働を申し出た。この結果が1999年の続編にあたる小説『ブリジット・ジョーンズの日記 きれそうなわたしの12か月』での数ページにわたるブリジット・ジョーンズとファースのインタビューである。ローマで実際にファースにインタビューを行い、フィールディングはブリジット・ジョーンズのようなモードに陥って架空のインタビューにあるようにダーシーの濡れたシャツに執着するようになってしまったという。ファースはこの場面の編集に参加し、批評家が「この続編の中で最も笑える場面のひとつ」と呼ぶインタビューの箇所ができた。これ以外でも、小説版では第1作にも続編にも、BBCの『高慢と偏見』に対する多数の言及がある。
アンドルー・デイヴィスは2001年と2004年のブリジット・ジョーンズ映画シリーズの脚本に共同参加しており、テレビ版でミスター・ビングリーを演じたクリスピン・ボナム＝カーターとミセス・ハースとを演じたルーシー・ロビンソンが映画に端役で出演している。コリン・ファースはマーク・ダーシーの役を受け、このおかげでファースは『高慢と偏見』のキャラクターを滑稽なものとしてパロディ化して自分をそこから解放する機会を得ることができた。映画批評家のジェームズ・ベラーディネッリがのちに述べていることには、ファースは「（マーク・ダーシーという）この役を以前に演じた役柄と同じように演じ、ふたりのダーシーは本質的に同じであるということを明らかにした」。プロデューサーはジョーンズとファースのインタビューを2作目の映画に盛り込む方法は思いつかなかったが、ある日の撮影の後にファース自身としてのファースとブリジット・ジョーンズとしてのレネー・ゼルウィガーのパロディインタビューを撮影した。ブリジットのダーシーに対する執着を『ラブ・アクチュアリー』でのファースの湖の場面にまで広げたこの擬似インタビューは、DVDの特典として収録されている。